# New Live & Rare
New Live & Rare è un album dei Killers pubblicato nel 1998.

## Tracce
1. Advance and Be Recognized – 1:07
2. Die by the Gun – 4:03
3. Marshall Lokjaw – 4:11
4. Wrathchild – 2:53
5. Three Words – 5:50
6. Faith Healer – 6:16
7. Murders in the Rue Morgue – 4:34
8. Children of the Revolution – 4:39
9. Sanctuary – 2:31
10. Phantom of the Opera – 6:33